# Michael Schröder (Basketballspieler)
Michael Schröder (* 6. Juli 1984 in Kassel) ist ein ehemaliger deutscher Basketballspieler auf der Position des Innenspielers. In der Bundesliga war der 2,08 Meter große Center für Bamberg, Göttingen und Ulm aktiv und bestritt insgesamt 60 Partien in der höchsten deutschen Spielklasse.

## Laufbahn
Schröder wechselte 2001 aus seiner Heimatstadt Kassel zur BG 74 Göttingen und sicherte sich dort durch seine Leistungen in der Jugend sowie in der 1. und 2. Regionalliga einen Kaderplatz im Zweitligaaufgebot der „Veilchen“. 2004 wurde er zum Nike Hoop Summit eingeladen – bei dem Spiel tritt eine Junioren-Weltauswahl gegen eine US-Auswahl an. Im selben Jahr kam er für die deutsche U20-Nationalmannschaft zu Länderspielen. Später stand er dann im Kader der A2-Nationalmannschaft.
2005 wechselte Schröder von Göttingen zum Bundesligisten GHP Bamberg, kam bis auf je einen Kurzeinsatz in der ersten Liga sowie in der Euroleague aber nur bei Bambergs Kooperationsmannschaft TSV Breitengüßbach in der 2. Bundesliga zum Einsatz.
Er kehrte 2006 nach Göttingen zurück und trug als feste Größe unter dem Korb erheblich zum Aufstieg in die Bundesliga bei. Vom Internetportal eurobasket.com wurde Schröder anschließend als bester deutscher Spieler der 2. Bundesliga Nord der Saison 2006/07 ausgezeichnet. Nach dem Aufstieg kam er für Göttingen während der Saison 2007/08 in 32 Erstligabegegnungen zum Zuge und verbuchte im Schnitt pro Spiel 5,3 Zähler und 4,2 Rebounds.
Er nahm 2008 ein Angebot vom Bundesliga-Konkurrenten Ulm an, kam dort in der Spielzeit 2008/09 aber nicht über den Status des Ergänzungsspielers hinaus. 2009 wurde er vom Zweitligisten BBC Bayreuth verpflichtet, mit dem er Meister der 2. Bundesliga ProA wurde. Schröder kam auf dem Weg zum Titelgewinn in 20 Spielen zum Einsatz und erzielte pro Begegnung durchschnittlich 5,1 Punkte und 4,8 Rebounds.
Schröder beendete nach dem Jahr in Bayreuth seine Profikarriere, schloss sich der zweiten Herrenmannschaft der BG 74 Göttingen in der 1. Regionalliga an und arbeitete in seinem erlernten Beruf als Kraftfahrzeugmechaniker im Betrieb seines Vaters in Kassel. In der Regionalliga war Schröder für die „Veilchen“ ein Stützpfeiler, obwohl mittlerweile das Berufliche Vorrang besaß. Er gewann mit der Mannschaft 2011 den Meistertitel in der 1. Regionalliga Nord und trug dazu pro Spiel im Schnitt 12,2 Punkte, 13,4 Rebounds und 2,1 geblockte gegnerische Würfe bei. Ab 2012 spielte er noch für den ACT Kassel in der 2. Regionalliga, ab Herbst 2014 dann in der Bezirksoberliga für Hann. Münden.